# Lincolnville (Pennsylvanie)
Pour les articles homonymes, voir Lincolnville.
Lincolnville est une census-designated place située dans le comté de Crawford, dans le Commonwealth de Pennsylvanie, aux États-Unis. Sa population s’élevait à 96 habitants lors du recensement de 2010.

## Source
- (en) Cet article est partiellement ou en totalité issu de l’article de Wikipédia en anglais intitulé « Lincolnville, Pennsylvania » (voir la liste des auteurs).

1. ↑  (en) « Geographic Identifiers: 2010 Census Summary File 1 (G001): Lincolnville CDP, Pennsylvania », U.S. Census Bureau, American Factfinder (consulté le 17 juin 2015)